# Beta Corvi
Beta Corvi (La tinh hóa từ β Corvi, tên rút gọn là Beta Crv, β Crv, còn tên chính thức của nó là Kraz (/ˈkræz/,)) là tên của một ngôi sao sáng thứ 2 trong chòm sao phương nam Ô Nha, với cấp sao biểu kiến là 2,647. Dựa trên giá trị thị sai thu thập được từ nhiệm vụ của vệ tinh Hipparcos, khoảng cách xấp xỉ được suy ra từ đó là 146 năm ánh sáng (45 parsec) tính từ Mặt Trời.

## Tính chất
Ngôi sao này có khối lượng khoảng 3,7 lần khối lượng Mặt Trời và dựa trên dữ liệu thu thập được thì tuổi của nó được ước tính thô là 206 triệu năm tuổi. Tuổi này là đủ già để tiêu thụ hydro tại lõi của nó và hiện nó đang tiến hóa ra khỏi dãy chính. Phân loại của ngôi sao này là G5 II, với II mang ý chỉ rằng nó là một sao khổng lồ sáng. Nhiệt độ hiệu dụng tại quang cầu của nó là 5.100 Kelvin và phát ra ánh sáng màu vàng của sao loại G.
Đường kính góc của ngôi sao này là 3,30 ± 0,17 mili giây cung (mas) cùng với khoảng cách là 146 năm ánh sáng nên bán kính của nó là gấp 16 lần bán kính của Mặt Trời. Do khối lượng cũng như bán kính của nó nên nó phát ra năng lượng hay phát ra ánh sáng gấp 164 lần mặt trời. Tỉ lệ các nguyên tố khác so với hydro và heli (hay còn gọi là độ kim loại) thì giống với Mặt Trời của chúng ta.
Nó còn là một sao biến quang, thay đổi cấp sao biểu kiến của nó từ 2,60 đến 2,66.

## Tên gọi
β Corvi hay Beta Corvi là định danh Bayer của ngôi sao này.
Trong ấn bản năm 1951, Atlas Coeli (Tập bản đồ bầu trời của Skalnate Pleso) do nhà thiên văn học người Séc là Antonín Bečvář viết, nó mang tên gọi Kraz nhưng nguồn gốc và ý nghĩa của tên gọi này là không rõ. Năm 2016, IAU tổ chức một nhóm công tác IAU về tên sao (WGSN) để lập danh lục và chuẩn hóa tên riêng của các ngôi sao. WGSN đã phê duyệt tên gọi Kraz cho sao này vào ngày 1 tháng 6 năm 2018 và hiện nay nó được đưa vào danh sách tên sao được IAU phê chuẩn.
Trong tiếng Trung, 軫 (Zhěn, Chẩn) - còn gọi là Thiên Xa (天車), nghĩa là "xe ngựa", ý chỉ một mảng sao chứa Gamma, Epsilon, Delta Corvi và Beta Corvi. Do vậy, Beta Corvi trong tiếng Trung có tên là 軫宿四 (Zhěn Sù sì, Chẩn Tú tứ, nghĩa là ngôi sao thứ tư của Thiên Xa.